# Villar de los Navarros
Villar de los Navarros ist ein spanischer Ort und eine Gemeinde (municipio) mit nur noch 157 Einwohnern (Stand: 2024) im Süden der Provinz Saragossa in der Autonomen Gemeinschaft Aragonien. Die Gemeinde gehört zur bevölkerungsarmen Serranía Celtibérica.

## Lage und Klima
Villar de los Navarros liegt ca. 80 Kilometer südwestlich der Provinzhauptstadt Saragossa an der Grenze zur Provinz Teruel in einer Höhe von ca. 800 m. Das Klima ist gemäßigt bis warm; Regen (ca. 492 mm/Jahr) fällt übers Jahr verteilt.

## Bevölkerungsentwicklung
| Jahr      | 1970 | 1981 | 1991 | 2001 | 2011 | 2021 |
| Einwohner | 473  | 265  | 199  | 167  | 120  | 130  |

Die Mechanisierung der Landwirtschaft, die Aufgabe bäuerlicher Kleinbetriebe und der damit verbundene Verlust von Arbeitsplätzen führten in der zweiten Hälfte des 20. Jahrhunderts zu einem deutlichen Rückgang der Bevölkerungszahl (Landflucht).

## Sehenswürdigkeiten
- Peterskirche (Iglesia de San Pedro Apóstol)
- Barbarakapelle (Ermita de Santa Bárbara)
- Annenkapelle (Ermita de Santa Ana)
- Museum
- mittelalterliche Brücke

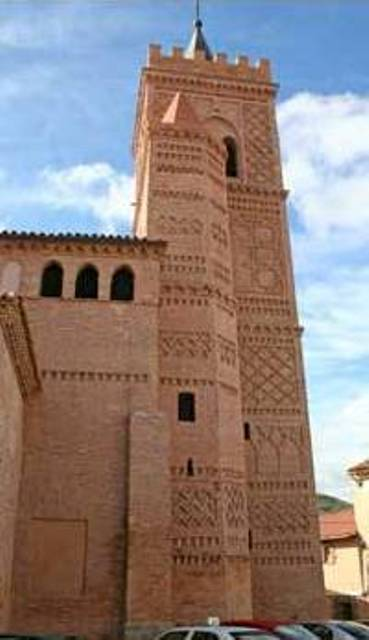
Peterskirche
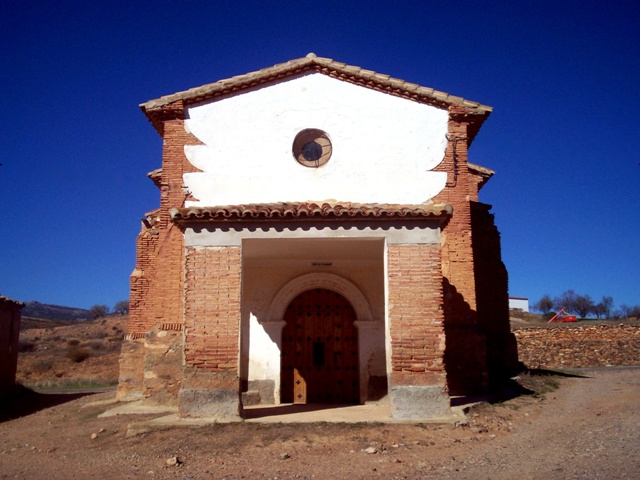
Barbarakapelle
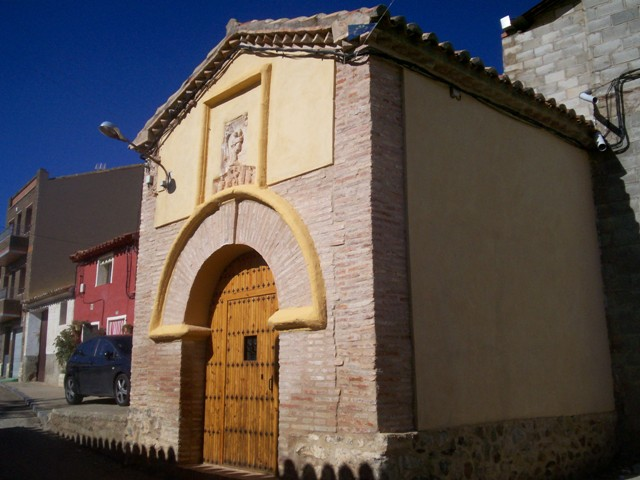
Annenkapelle
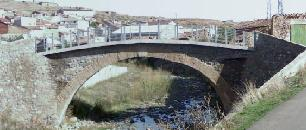
Mittelalterliche Brücke

## Persönlichkeiten
- Enrique Luño Peña (1900–1985), Rechtsphilosoph, Rektor der Universität von Barcelona